# Morawa (Australia)
Morawa – miasto w Australii, w stanie Australia Zachodnia.